# Google Fonts
Google Fonts (с англ. — «шрифты Google»; ранее называлась Google Web Fonts) — библиотека более 800 свободно распространяемых шрифтов, интерактивный каталог для их просмотра, и прикладные программные интерфейсы для использования веб-шрифтов посредством CSS и на Андроиде.
Сервис был запущен в 2010 году и обновлён в 2011 и 2016. Многие из шрифтов выпускаются под лицензией SIL Open Font License 1.1, некоторые под лицензией Apache; то есть шрифты проекта являются свободным программным обеспечением. Шрифты также распространяются SkyFonts компании Monotype, сервисами Edge Web Fonts и Typekit фирмы Adobe.
Каталог шрифтов Google предназначен для поиска и исследования шрифтов, сервис широко используется обслужив более 17 триллионов запросов. Среди популярных шрифтов: Open Sans, Roboto, Lato, Slabo 27px, Oswald и Lobster.
Библиотека поддерживается посредством официального репозитория GitHub github.com/google/fonts, где напрямую доступны шрифтовые файлы. Исходные файлы многих шрифтов доступны на git репозиториях Github организации github.com/googlefonts, наряду со свободно распространяемым инструментарием, используемым сообществом Google Fonts.